# 安慶名健
安慶名 健（あげな けん、1987年8月2日 - ）は、日本の元プロボクサー。沖縄県名護市出身、横浜光ボクシングジム所属。入場曲は、小柳ゆきの愛情。2011年度東日本ミニマム級東日本新人王、第58回全日本ミニマム級新人王。

## 来歴
2009年10月10日に大平剛に4回判定勝ちでプロデビュー。
その後東日本新人王に入場し予選、準決勝をKOで勝利し、決勝まで進んだが後の日本王者原隆二に4回判定負け。
東日本新人王戦後復帰戦をおこない1回TKO勝ち。
再度東日本新人王に入場し引地昭裕に4回TKO勝利すると、決勝では多打魔炸獅に5回判定で下し悲願の新人王獲得
2011年12月18日に全日本新人王に東軍代表で出場し山本裕貴に5回判定勝利。全日新人王を獲得した。
2012年6月11日、宜志富昭誠に自身初の8回戦を行い8回判定勝ち。
2012年10月8日、デビュー戦で対戦経験のある大平剛と8回戦を行い7回負傷引き分けに終わった。

## 戦績
- プロボクシング12戦10勝(5KO)1敗1分

| 戦           | 日付           | 勝敗 | 時間 | 内容    | 対戦相手                         | 国籍 | 備考                            |
| ------------ | -------------- | ---- | ---- | ------- | -------------------------------- | ---- | ------------------------------- |
| 1            | 2009年10月10日 | 勝利 | 4R   | 判定2-1 | 大平 剛(花形)                    | 日本 |                                 |
| 2            | 2010年1月25日  | 勝利 | 3R   | TKO     | 森田 伸泰(本庄)                  | 日本 |                                 |
| 3            | 2010年7月16日  | 勝利 | 4R   | KO      | 田村 瑞樹(ドリーム)              | 日本 | 東日本新人王予選                |
| 4            | 2010年9月28日  | 勝利 | 4R   | TKO     | 松川 信也(T＆T)                  | 日本 | 東日本新人王準決勝              |
| 5            | 2010年11月3日  | 敗北 | 4R   | 判定0-3 | 原 隆二（大橋)                   | 日本 | 東日本新人王決勝 新人王獲得失敗 |
| 6            | 2011年4月25日  | 勝利 | 1R   | TKO     | アイティワット・オーペンジャマド | タイ |                                 |
| 7            | 2011年9月27日  | 勝利 | 4R   | TKO     | 引地 昭裕(ヨネクラ)              | 日本 | 東日本新人王準決勝              |
| 8            | 2011年11月3日  | 勝利 | 5R   | 判定3-0 | 多打 魔炸獅(TI山形)              | 日本 | 東日本新人王決勝 新人王獲得     |
| 9            | 2011年12月18日 | 勝利 | 5R   | 判定3-0 | 山本 裕貴(江見)                  | 日本 | 全日本新人王決勝 新人王獲得     |
| 10           | 2012年6月11日  | 勝利 | 8R   | 判定3-0 | 宜志富 昭誠(西城)                | 日本 |                                 |
| 11           | 2012年10月8日  | 引分 | 7R   | 負傷1‐1 | 大平 剛(花形)                    | 日本 |                                 |
| 12           | 2013年2月26日  | 勝利 | 7R   | 負傷3‐0 | 吉田アーミー真(大橋)             | 日本 |                                 |
| テンプレート |                |      |      |         |                                  |      |                                 |

## 獲得タイトル
- 2011年度東日本ミニマム級新人王
- 第58回全日本ミニマム級新人王